# Соф'ян Фекіх
Соф'ян Фекіх (фр. Sofiane Fekih, нар. 9 серпня 1969, Сфакс) — туніський футболіст, що грав на позиції півзахисника.
Виступав, зокрема, за клуб «Сфаксьєн», а також національну збірну Тунісу.

## Клубна кар'єра
У дорослому футболі дебютував 1988 року виступами за команду «Сфаксьєн», кольори якої і захищав протягом усієї своєї кар'єри гравця, що тривала дванадцять років. 

## Виступи за збірну
У 1994 році дебютував в офіційних матчах у складі національної збірної Тунісу.
У складі збірної був учасником Кубка африканських націй 1996 року у ПАР, де разом з командою здобув «срібло», Кубка африканських націй 1998 року у Буркіна Фасо.
Загалом протягом кар'єри в національній команді, яка тривала 5 років, провів у її формі 37 матчів.